# Hans-Wilhelm Klein
Hans-Wilhelm Klein (* 29. Oktober 1911 in Krefeld; † 3. November 1992 in Aachen) war ein deutscher Romanist, Mediävist, Sprachwissenschaftler, Grammatiker und Fremdsprachendidaktiker. Er war Professor für Romanische Philologie in Gießen und Aachen.

## Leben und Werk
Hans-Wilhelm Klein, Sohn des kaufmännischen Angestellten Richard Klein, studierte Romanistik und Latinistik (Latein) in München, Dijon, Tübingen und Bonn, wurde 1936 an der Universität Tübingen bei Gerhard Rohlfs mit der Dissertation Die volkstümlichen und sprichwörtlichen Vergleiche im Lateinischen und in den romanischen Sprachen (erschienen in Würzburg 1937) zum Dr. phil. promoviert und war anschließend als Gymnasiallehrer und Studienrat von 1937 bis 1951 im höheren Schuldienst, dann 1951 bis 1963 Lektor und Oberstudienrat im Hochschuldienst, ab 1961 Honorarprofessor für Französisch an der Universität Münster.
Im Jahr 1963 wurde er auf einen Lehrstuhl für Romanische Philologie der Universität Gießen berufen und war dort Seminardirektor, 1969 wurde er ordentlicher Professor und Institutsdirektor an der RWTH Aachen, wo er 1977 emeritiert wurde. Sein Nachfolger dort wurde Richard Baum.
Klein nannte selbst als seine Schwerpunkte in Forschung und Lehre: Vulgärlatein als Grundlage der altromanischen Sprachformen, Mediävistik, Sprachwissenschaft und Fremdsprachenunterricht. Besonders bekannt war und ist Klein als Autor von Lehrbüchern, Wörterbüchern und Grammatiken des Französischen, namentlich der Klett-Grammatik „Klein-Strohmeyer“ (1958), Frucht der Zusammenarbeit mit dem älteren Fritz Strohmeyer, und der Nachfolge-Grammatik „Klein-Kleineidam“ (1983), die er mit seinem Schüler Hartmut Kleineidam verfasste. Fritz Abel bezeichnete beide Grammatiken als „Meisterwerke ihrer Gattung“. Er wirkte zudem als Herausgeber der Beiträge zur romanischen Philologie des Mittelalters.
Im Jahr 1970 wurde er Officier dans l’Ordre des Palmes académiques.
Ihm wurden zwei Festschriften gewidmet: Lebendige Romania, herausgegeben von Albert Barrera-Vidal, Ernstpeter Ruhe und Peter Schunck (Göppingen 1976) und Französische Sprachlehre und bon usage, herausgegeben von Albert Barrera-Vidal, Hartmut Kleineidam und Manfred Raupach (München 1986).
Hans-Wilhelm Klein war katholisch, ab 1939 verheiratet mit Charlotte Klein, geborene Schultz, hatte zwei Kinder (Wolfgang und Renate) und lebte zuletzt in Aachen, wo er auch starb.

## Weitere Veröffentlichungen
- 1000 idiomatische französische Redensarten, Berlin 1937.
- Englische Synonymik für Studierende und Lehrer, Leverkusen 1951–1953.
- mit Walter Gottschalk und Gaston Bentot: Deutsch-Französisches Wörterbuch, Leverkusen 1952.
- als Bearbeiter: Rudolf Plate, Französische Wortkunde auf sprach- u. kulturgeschichtlicher Grundlage. Ein Hilfsbuch für Studium und Unterricht. Neu bearbeitet von Hans-Wilhelm Klein. 2. Auflage. München 1955.
- Les mots dans la phrase. Petit dictionnaire de style, Dortmund 1956.
- Latein und Volgare in Italien, München 1957.
- mit Fritz Strohmeyer: Französische Sprachlehre, Stuttgart 1958.
- Französisch – eine kritische Bibliographie, 1960.
- als Übersetzer: La chanson de Roland, 1963.
- Phonetik und Phonologie des heutigen Französisch 1963.
- Die Reichenauer Glossen, München 1968.
- Schwierigkeiten des deutsch-französischen Wortschatzes, Stuttgart 1968.
- mit Hartmut Kleineidam: Grammatik des heutigen Französisch, Stuttgart 1983.
- Die Chronik von Karl dem Großen und Roland, München 1986.
- mit Klaus Herbers: Libellus Sancti Jacobi: Auszüge aus dem Jakobsbuch des 12. Jahrhunderts, Tübingen 1997.